# Tumby Bay
Tumby Bay – miasto w Australii, w stanie Australia Południowa.